# クリスチャン・ビエ
クリスチャン・ビエ（Christian Billet、1944年 - ）は、フランスの画家。
11歳の時、芸術の道に進むことを神に誓い、以後今日まで絵画ひと筋にその情熱を注いできた。主に馬や騎手、軍隊からインスピレーションを得て、観るものの潜在的な不安を誘うような色調で、叙情的な世界を描いている。
2000〜2009年まで世界最古の公募展「ル・サロン」を主催するフランス芸術家協会の会長を務め、現名誉会長。なお、同協会はルイ14世と財務総監コルベールの布告によって1663年に創設された王立絵画彫刻アカデミーの唯一の継承団体であり、1881年にジュール・フェリーによって設立されたもの。現在ル・サロンは毎年11月の約1週間、パリの 「グラン・パレ（国立グラン・パレ美術館）」で行われる「アール・アン・キャピタル（フランス五大歴史的サロン合同美術展）」の中で開催されている。
フランス政府より教育功労章シュヴァリエを受勲したほか、テーラー財団のグランプリを受賞している。「フランス軍隊公式画家」という肩書きも持つ。